# Теорема о замкнутом графике
Теорема о замкнутом графике — важный результат функционального анализа, устанавливающий критерий ограниченности линейного оператора между банаховыми пространствами.

## Формулировки
- Линейный оператор {\displaystyle T:\,X\to Y} между банаховыми пространствами X и Y ограничен тогда и только тогда, когда его график {\displaystyle \Gamma _{T}:=\{(x,Tx)\in X\times Y:x\in D(T)\}} замкнут в пространстве {\displaystyle X\times Y} и при этом оператор определен на всём пространстве X (то есть {\displaystyle D(T)=X}).
- Линейный оператор {\displaystyle T:\,X\to Y} между банаховыми пространствами X и Y ограничен тогда и только тогда, когда для любой последовательности {\displaystyle \{x_{n}\}_{n\in \mathbb {N} }\subset X}, такой что {\displaystyle x_{n}\to x} и {\displaystyle Tx_{n}\to y}, выполняется {\displaystyle y=Tx}.

## Замечания
- Первая из приведённых формулировок сохраняет силу и при некотором ослаблении требований; а именно, достаточно потребовать, чтобы X было бочечным линейным топологическим пространством, а Y — пространством Фреше.

## Следствия
Из теоремы о замкнутом графике следует теорема Хеллингера — Тёплица.